# Гоголовиці (Мілицький повіт)
Ґоґоловиці (пол. Gogołowice, нім. Gugelwitz) — село в Польщі, у гміні Мілич Мілицького повіту Нижньосілезького воєводства.
Населення — 213 осіб (2011).
У 1975-1998 роках село належало до Вроцлавського воєводства.

## Демографія
Демографічна структура станом на 31 березня 2011 року:
|          | Загалом | Допрацездатний вік | Працездатний вік | Постпрацездатний вік |
| -------- | ------- | ------------------ | ---------------- | -------------------- |
| Чоловіки | 110     | 27                 | 78               | 5                    |
| Жінки    | 103     | 22                 | 65               | 16                   |
| Разом    | 213     | 49                 | 143              | 21                   |